# Halowe Mistrzostwa Europy w Lekkoatletyce 2019 – trójskok kobiet
Trójskok kobiet – jedna z konkurencji technicznych rozgrywanych podczas halowych lekkoatletycznych mistrzostw Europy w hali Emirates Arena w Glasgow. Tytułu mistrzyni sprzed dwóch lat nie broniła Niemka Kristin Gierisch.

## Terminarz
| Data    | Godzina |              |
| ------- | ------- | ------------ |
| 1 marca | 12:00   | Kwalifikacje |
| 3 marca | 10:00   | Finał        |

## Statystyka

### Rekordy
Tabela prezentuje halowy rekord świata, rekord Europy w hali, rekord halowych mistrzostw Europy, a także najlepsze osiągnięcia w hali w Europie i na świecie w sezonie 2019 przed rozpoczęciem mistrzostw.
|                                               | Zawodniczka         | Wynik | Miejsce   | Data                  |
| --------------------------------------------- | ------------------- | ----- | --------- | --------------------- |
| Rekord świata                                 | Tatjana Lebiediewa  | 15,36 | Budapeszt | 6 marca 2004(dts)     |
| Rekord Europy                                 | Tatjana Lebiediewa  | 15,36 | Budapeszt | 6 marca 2004(dts)     |
| Rekord mistrzostw Europy                      | Ashia Hansen        | 15,16 | Walencja  | 28 lutego 1998(dts)   |
| Najlepszy wynik na świecie w 2019 roku (hala) | Yulimar Rojas       | 14,92 | Madryt    | 8 lutego 2019(dts)    |
| Najlepszy wynik w Europie w 2019 roku (hala)  | Jekatierina Koniewa | 14,81 | Moskwa    | 25 stycznia 2019(dts) |

### Najlepsze wyniki w Europie
Poniższa tabela przedstawia 10 najlepszych rezultatów na Starym Kontynencie w sezonie 2019 przed rozpoczęciem mistrzostw.

W zestawieniu nie ujęto rosyjskich lekkoatletek zawieszonych z powodu afery dopingowej, z wyłączeniem startujących w mistrzostwach jako autoryzowani lekkoatleci neutralni.
| Pozycja | Zawodniczka             | Reprezentacja   | Wynik | Data                | Miejsce    |
| ------- | ----------------------- | --------------- | ----- | ------------------- | ---------- |
| 1.      | Kristin Gierisch        | Niemcy          | 14,59 | 10 lutego(dts) br   | Chemnitz   |
| 2.      | Ana Peleteiro           | Hiszpania       | 14,51 | 2 lutego(dts) br    | Karlsruhe  |
| 3.      | Patrícia Mamona         | Portugalia      | 14,44 | 8 lutego(dts) br    | Madryt     |
| 4.      | Rouguy Diallo           | Francja         | 14,39 | 8 lutego(dts) br    | Madryt     |
| 5.      | Kristiina Mäkelä        | Finlandia       | 14,38 | 8 lutego(dts) br    | Madryt     |
| 6.      | Olha Saładucha          | Ukraina         | 14,35 | 16 lutego(dts) br   | Kijów      |
| 7.      | Elena Andreea Panțuroiu | Rumunia         | 14,23 | 6 lutego(dts) br    | Bukareszt  |
| 8.      | Susana Costa            | Portugalia      | 14,13 | 10 lutego(dts) br   | Pombal     |
| 9.      | Naomi Ogbeta            | Wielka Brytania | 14,05 | 9 lutego(dts) br    | Birmingham |
| 10.     | Hanna Krasucka          | Ukraina         | 14,01 | 26 stycznia(dts) br | Sumy       |

Pogrubioną czcionką oznaczono zawodniczki, które wystartowały na mistrzostwach.

## Rezultaty

### Kwalifikacje
Do kwalifikacji przystąpiło 18 skoczkiń. Awans do finału dawało osiągnięcie odległości 14,20 m (Q) lub zajęcie jednego z pierwszych ośmiu miejsc (q).
Opracowano na podstawie materiału źródłowego.
| Poz. | Zawodniczka            | Reprezentacja   | #1    | #2    | #3    | Rezultat | Uwagi |
| ---- | ---------------------- | --------------- | ----- | ----- | ----- | -------- | ----- |
| 1.   | Olha Saładucha         | Ukraina         | 14,40 | –     | –     | 14,40    | Q,    |
| 2.   | Susana Costa           | Portugalia      | 14,28 | –     | –     | 14,28    | Q,    |
| 2.   | Paraskiewi Papachristu | Grecja          | 14,28 | –     | –     | 14,28    | Q     |
| 4.   | Ana Peleteiro          | Hiszpania       | 14,15 | 13,99 | 14,03 | 14,15    | q     |
| 5.   | Patrícia Mamona        | Portugalia      | x     | 13,86 | 14,11 | 14,11    | q     |
| 6.   | Rouguy Diallo          | Francja         | 13,83 | 14,10 | 13,86 | 14,10    | q     |
| 7.   | Kristiina Mäkelä       | Finlandia       | 13,95 | 14,06 | x     | 14,06    | q     |
| 8.   | Hanna Krasucka         | Ukraina         | 13,82 | x     | 13,70 | 13,82    | q     |
| 9.   | Naomi Ogbeta           | Wielka Brytania | 13,80 | 13,80 | 13,40 | 13,80    |       |
| 10.  | Iryna Waskouska        | Białoruś        | 13,78 | x     | x     | 13,79    |       |
| 11.  | Jeanine Assani Issouf  | Francja         | x     | 13,60 | 13,74 | 13,74    |       |
| 12.  | Patricia Sarrapio      | Hiszpania       | 13,67 | x     | 13,63 | 13,67    |       |
| 13.  | Merilyn Uudmäe         | Estonia         | 13,30 | 12,49 | 13,40 | 13,40    | SB    |
| 14.  | Tähti Alver            | Estonia         | 13,01 | 12,87 | 13,39 | 13,39    |       |
| 15.  | Diana Zagainova        | Litwa           | x     | 13,10 | 13,36 | 13,36    |       |
| 16.  | Olha Korsun            | Ukraina         | 13,29 | 13,33 | x     | 13,33    |       |
| 17.  | Aleksandra Naczewa     | Bułgaria        | 12,95 | 12,98 | 12,88 | 12,98    |       |
| –    | Dovilė Dzindzalietaitė | Litwa           | x     | x     | x     | NM       |       |

### Finał
Opracowano na podstawie materiału źródłowego.
| Poz. | Zawodniczka            | Reprezentacja | Próby | Próby | Próby | Próby | Próby | Próby | Wynik | Uwagi |
| Poz. | Zawodniczka            | Reprezentacja | 1     | 2     | 3     | 4     | 5     | 6     | Wynik | Uwagi |
| ---- | ---------------------- | ------------- | ----- | ----- | ----- | ----- | ----- | ----- | ----- | ----- |
| 01 ! | Ana Peleteiro          | Hiszpania     | x     | x     | 14,56 | 14,73 | x     | x     | 14,73 | NR    |
| 02 ! | Paraskiewi Papachristu | Grecja        | 14,50 | x     | x     | x     | 14,07 | 14,33 | 14,50 | PB    |
| 03 ! | Olha Saładucha         | Ukraina       | x     | 14,47 | 13,19 | 14,47 | 14,47 | x     | 14,47 | SB    |
| 4.   | Patrícia Mamona        | Portugalia    | 14,43 | x     | x     | 14,29 | 14,39 | 14,21 | 14,43 |       |
| 5.   | Susana Costa           | Portugalia    | x     | 14,43 | 14,04 | x     | 14,21 | 14,10 | 14,43 | PB    |
| 6.   | Kristiina Mäkelä       | Finlandia     | 13,76 | 14,29 | 14,12 | x     | x     | x     | 14,29 |       |
| 7.   | Rouguy Diallo          | Francja       | x     | x     | 13,98 | x     | x     | 14,18 | 14,18 |       |
| 8.   | Hanna Krasucka         | Ukraina       | 13,66 | 13,73 | 13,50 | x     | 13,35 | 13,95 | 13,95 |       |